# Lygosoma productum
Lygosoma productum är en ödleart som beskrevs av  George Albert Boulenger 1909. Lygosoma productum ingår i släktet Lygosoma och familjen skinkar. IUCN kategoriserar arten globalt som livskraftig.
Artens utbredningsområde är Somalia. Inga underarter finns listade i Catalogue of Life.